# 多哥地理
多哥位于非洲西部，南濒几内亚湾、东邻贝宁、西界加纳，北与布基纳法索接壤。
| 项目       | 描述                                                                                |
| 面积       | 总计：56,785平方公里 陆地：54,385平方公里 水域：2,400平方公里                       |
| 陆地边境线 | 总计：1,647公里 其中：与贝宁边境线为644公里，与布基纳法索为126公里，与加纳为877公里 |
| 海岸线     | 56公里                                                                              |
| 海事权利   | 领海：30海哩 专属经济区：200海哩                                                    |
| 气候       | 热带气候，南部潮湿，北部干旱少雨                                                    |
| 地形       | 北部为起伏平缓的热带草原，中部为山地，南部为平原，沿海低地多潟湖与沼泽              |
| 海拔极端   | 最低点：大西洋0米 最高点：阿古山，986米                                             |
| 自然资源   | 磷酸盐、石灰石、大理石、耕地                                                        |
| 可用土地   | 耕地：44.2% 种植园：2.11% 其它：53.69%                                              |
| 自然灾害   | 北方冬季酷热、干燥的热风能降低能见度；周期性干旱                                    |
| 环境问题   | 滥砍滥伐森林、水污染、过度捕渔、城市空气污染                                        |